# Hans Asplund
Hans Karl Otto Asplund, född 16 augusti 1921 i Utö församling i Stockholms län, död 8 januari 1994 i Lund, var en svensk arkitekt och professor.

## Biografi
Hans Asplund utbildade sig till arkitekt på Kungliga Tekniska högskolan i Stockholm 1944–1947 och vann samma år första pris i en tävling om ett medborgarhus i Eslöv. Han var anställd vid Förenta Nationernas arkitektkontor i New York 1947–1948, vid Kooperativa Förbundets arkitektkontor 1948-1950 och på Nordiska Kompaniet 1951–1953. Han var professor i arkitektur på Lunds Tekniska Högskola 1964–1987.  
Hans Asplund var son till arkitekten Gunnar Asplund och Gerda Sellman (född 1892). Fadern hade tidigt utmärkt sig som klassicist och senare som en av funktionalismens svenska pionjärer. Hans Asplund verkade själv under en stor del av sitt liv som modernist, både som utövande arkitekt och som lärare. Han ritade bland annat Medborgarhuset i Eslöv och en tillbyggnad till Nordiska Kompaniets varuhus i Stockholm 1963.
Hans Asplund lär vara den som skall ha myntat uttrycket nybrutalism i en skämtsam kommentar år 1950 till den av Bengt Edman och Lennart Holm ritade Villa Göth i Uppsala. Uttrycket spred sig genom engelska kolleger på besök i Sverige och togs där upp av vissa yngre arkitekter.
Med tiden ställde sig Hans Asplund alltmer kritisk till modernismen och gav 1980 ut boken Farväl till funktionalismen, som systematiskt gick igenom vad författaren ansåg vara den modernistiska arkitekturens brister.
Hans Asplund var i andra äktenskapet gift med Anne Asplund (född 1937). Han är begravd på Skogskyrkogården i Stockholm.

## Verk i urval
- Reklamtorn för Nordiska Kompaniet, Hamngatan i Stockholm, 1953
- Eget sommarhus på Lisö på Södertörn
- Medborgarhuset i Eslöv, invigt 1957
- Parkeringshus i kvarteret Beridarebanan i Stockholm, 1959
- Tillbyggnader till NK i kvarteret Hästen i Stockholm, 1964
- Parkeringshuset Parkaden i Stockholm, 1964
- Sveriges ambassad i Teheran, 1964
- Eslövs församlingshus, 1970

## Bildgalleri

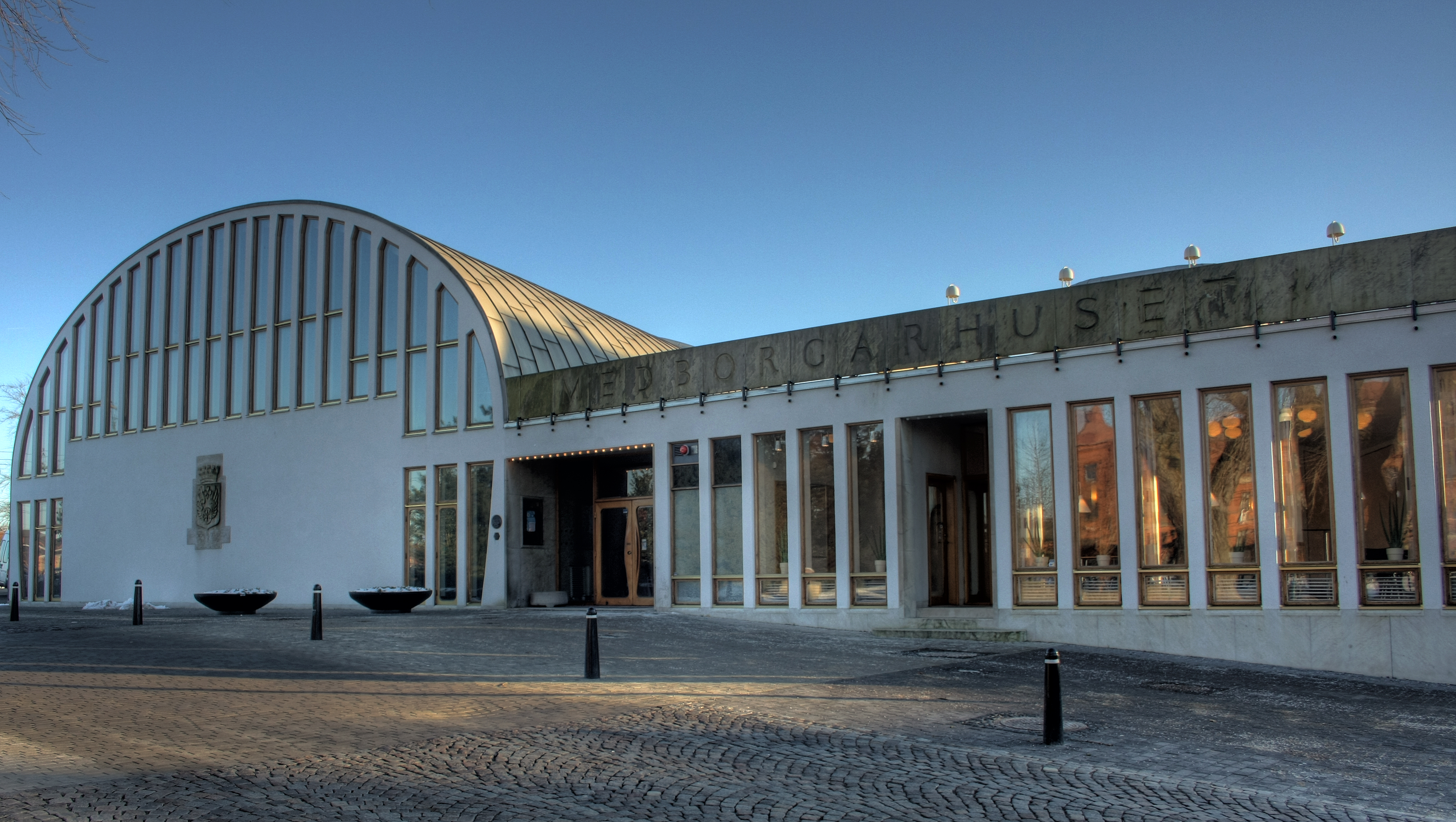
Medborgarhuset i Eslöv
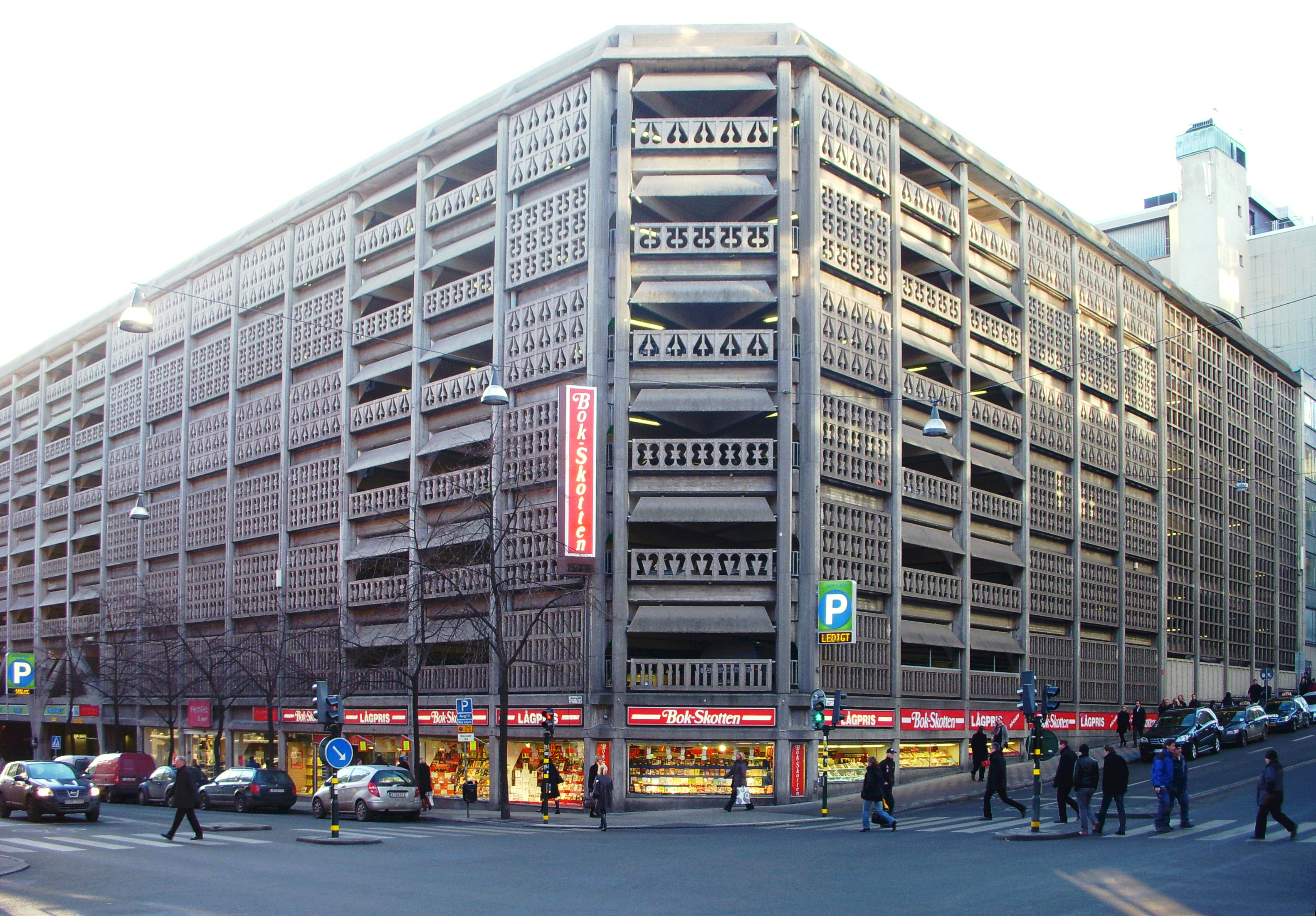
Parkeringshuset Parkaden, Stockholm
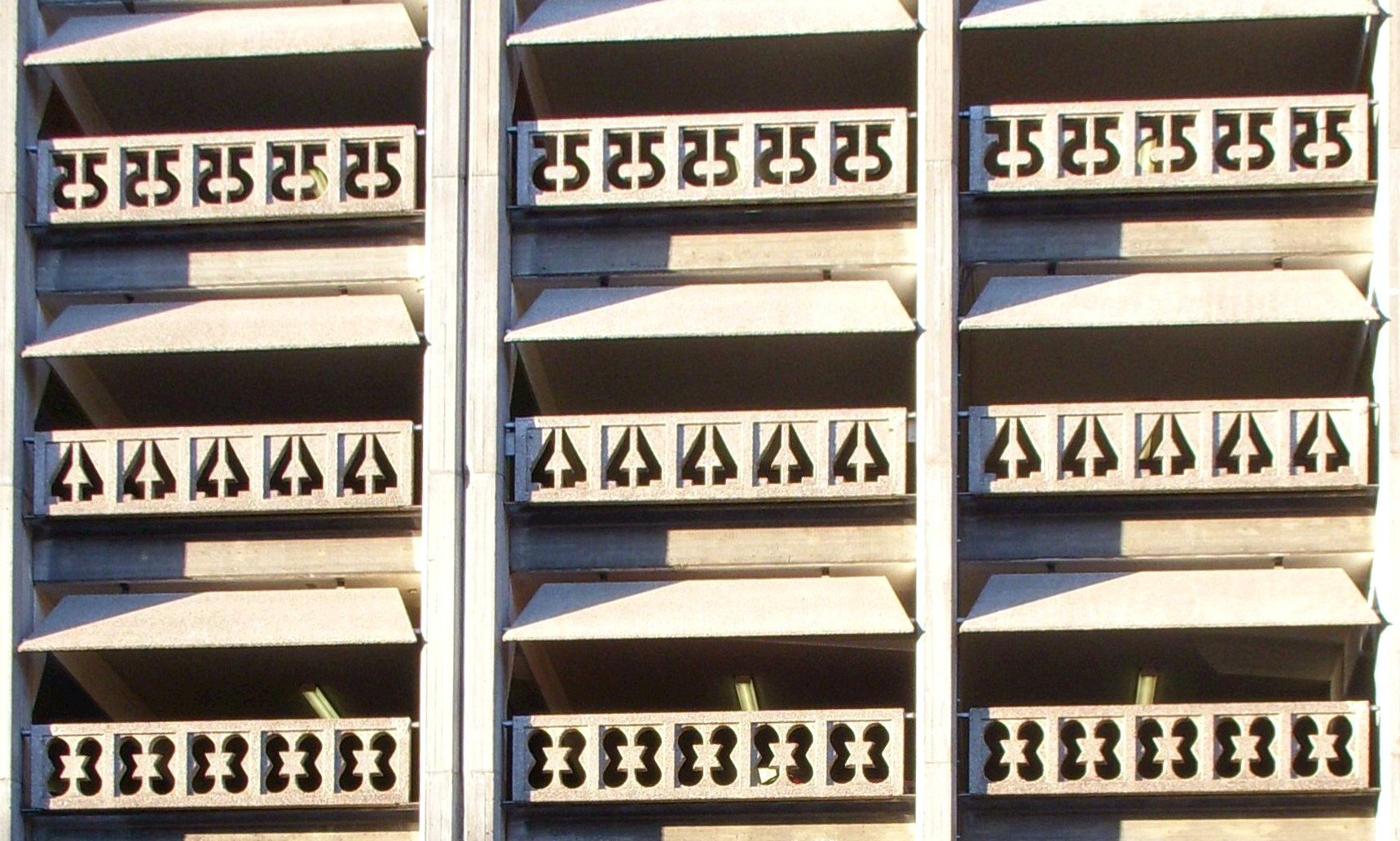
Parkaden, detalj
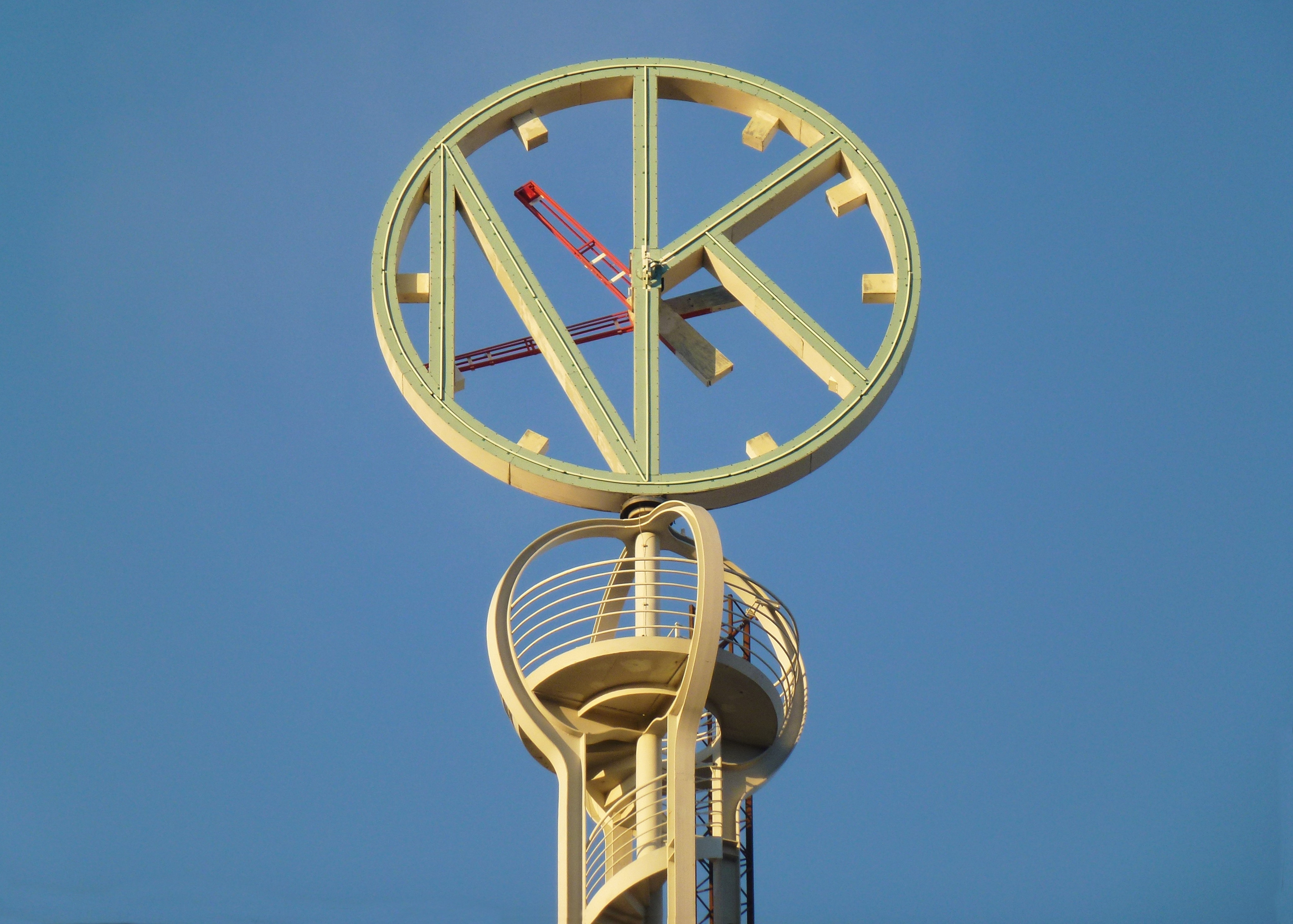
Spiraltrappa till NK-klockan, Stockholm
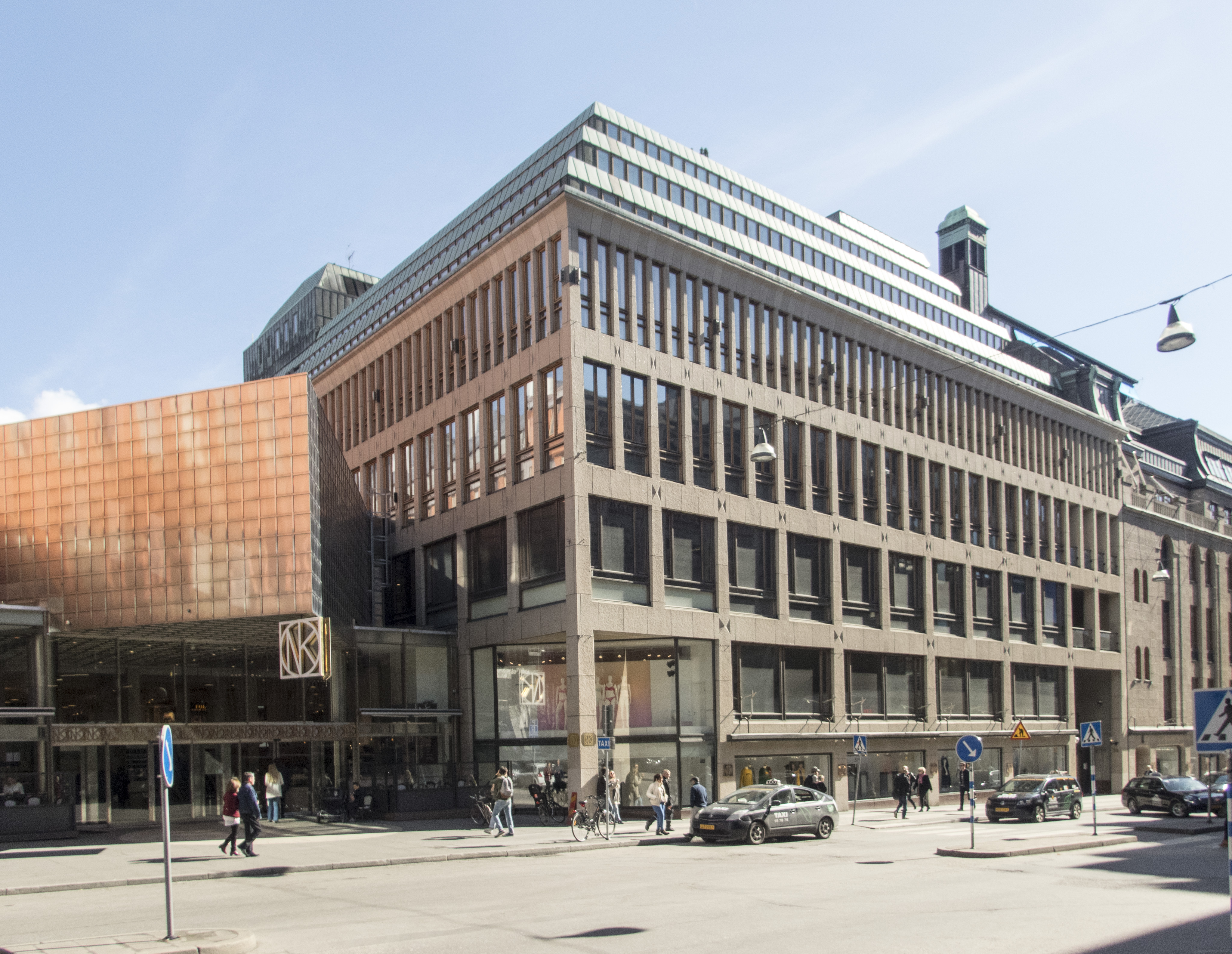
Tillbyggnad av NK längs Regeringsgatan i Stockholm